# バンカス圏
バンカス圏（バンカスけん、フランス語: Cercle de Bankass）は、マリ共和国の地方行政区画でバンディアガラ州を構成する圏のひとつ。行政の中心地はバンカスにおかれる。下級単位のコミューンは2009年時点で12団体あり、2009年の統計で人口は263,446人を数える。
2023年2月22日、行政区画再編によりモプティ州からバンディアガラ州に移管され、一部のコミューンが分離した。

## コミューン
バンカス圏には2009年時点で以下のコミューンがある。2023年2月22日の行政区画再編により、ディアルッサグー、ソコーラは単独の圏に昇格し、コーロゴン・アッベ、ベイヤ、ウーンコロなどのコミューンも新しい圏に移管となった。
- バンカス（fr:Bankass）
- ベイヤ (バンカス圏)（fr:Baye (Bankass)）
- ディアルッサグー（fr:Diallassagou）
- ディンバラビ（fr:Dimbal Habé）
- カニ・ボゾン（fr:Kani Bozon）
- コーロゴン・アッベ（fr:Koulogon Habbé）
- レッサグー・アベ（fr:Léssagou Habé）
- ウーンコロ（fr:Ouonkoro）
- セゲー（fr:Ségué）
- ソコーラ（fr:Sokoura）
- ソーバラ（fr:Soubala）
- トリ (マリ共和国)（fr:Tori (Mali)）

## 部族間の対立
2019年3月23日、バンカス圏オゴサグ村にドゴン族が襲撃を掛け、フラニ族の子どもや女性を含む134人以上が殺害される事件が発生した。